# Tarenna ebracteata
Tarenna ebracteata är en måreväxtart som först beskrevs av Adolph Daniel Edward Elmer, och fick sitt nu gällande namn av Adolph Daniel Edward Elmer. Tarenna ebracteata ingår i släktet Tarenna och familjen måreväxter. Inga underarter finns listade i Catalogue of Life.